# Susanne Hovmand
Susanne Groth Hovmand-Simonsen (født 30. november 1972) er en dansk godsejer og iværksætter.
Hun er datter af godsejer Sten Hovmand-Hansen. Hun blev student fra Maribo Gymnasium i 1991. Siden er hun uddannet cand.negot. fra Odense Universitet og cand.mag. i kunsthistorie fra Københavns Universitet. Som 21-årig accepterede Hovmand at overtage sine forældres store landbrug Knuthenlund på Lolland, hvor hun således er fjerde generation. På det tidspunkt studerede hun økonomi i Odense. Som færdiguddannet kunsthistoriker var hun i nogle år ansat hos Lauritz.com. Senere var hun produkt-, marketing- og forretningschef i non-food hos F. Schur & Co. A/S.
I 2006 overtog hun godset, hvor hun introducerede en økologisk produktion af gede- og fåreoste, der vandt priser på flere udenlandske udstillinger. I marts 2018 solgte hun efter flere års økonomiske problemer godset til brødrene Andreas og Erik von Rosen for ca. 200 mio. kr. I den forbindelse blev mejeri, mølle og gårdbutik nedlagt, mens det økologiske jordbrug fortsætter.

## Familie
Hun er gift med mejerist Jesper Hovmand-Simonsen, der i en årrække var chef for mejeriet på Knuthenlund, og de har to børn sammen.

## Ekstern henvisning
- Portræt af Susanne Hovmand – Qlf.dk Arkiveret 22. december 2015 hos  Wayback Machine